# Grão-Ducado da Toscana
O Grão-Ducado da Toscana (em italiano:  Granducato di Toscana; em latim: Magnus Ducatus Etruriae) foi um Estado que existiu na península Itálica, desde o Renascimento (1569) até a unificação italiana (1861), com capital em Florença. Seu território, embora tenha variado ao longo dos séculos, correspondia aproximadamente ao da atual região italiana da Toscana, com exceção das partes mais ao norte, as quais formavam o Ducado de Massa e Carrara, e a República de Luca e depois o Ducado de Luca (até 1847).

## História
O Grão-Ducado da Toscana foi inicialmente governado pela família Médici até sua extinção em 1737, quando foi herdado pelo duque Francisco Estevão de Lorena, genro do imperador Carlos VI.  Francisco Estevão, que tornou-se imperador em 1745, governou a Toscana como Grão-duque até sua morte em 1765, quando foi sucedido pelo seu segundo filho sobrevivente, Pedro Leopoldo, que governou até 1790, quando retornou a Viena para suceder seu irmão como imperador. Em 1786, o grão-ducado tornou-se o primeiro Estado soberano a extinguir a pena de morte, influenciado pela obra Dos Delitos e das Penas de Cesare Beccaria (1764).
Leopoldo foi sucedido pelo seu segundo filho, Fernando III, que foi forçado a abdicar pelos franceses depois do Tratado de Aranjuez (1801), tornando-se em vez disso Eleitor de Salzburgo.
O Grão-Ducado da Toscana foi então dissolvido, e substituído pelo Reino da Etrúria sob a dinastia dos Bourbon-Parma. A Etrúria foi, por sua vez, anexada pelo Império Francês em 1807, tornando-se os departamentos de Arno, Mediterrâneo, e Ombrone.
Com a queda do sistema napoleônico em 1814, Fernando foi restaurado ao grão-ducado, governando até sua morte em 1824. Seu filho, Leopoldo II, governou até abril de 1859, quando foi deposto pela revolução que seguiu-se à derrota do Império Austríaco à França e ao Reino da Sardenha.

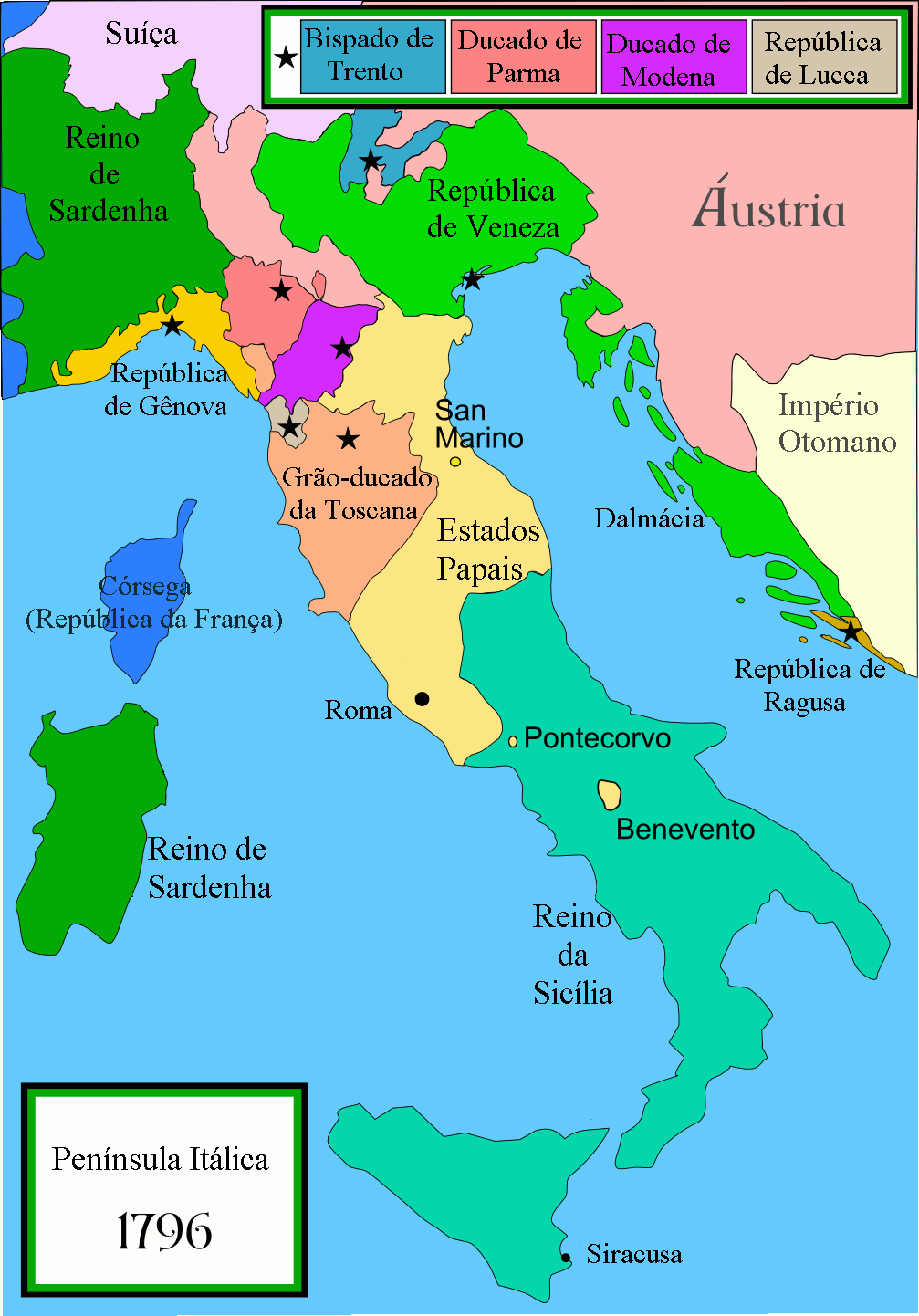
Península Itálica em 1796

Em julho, Leopoldo, no exílio em Viena, abdicou em favor de seu filho, Fernando IV, que nunca chegou a reinar. A Toscana estava sob administração sarda e Fernando foi formalmente deposto pelo governo de facto em 16 de agosto.
Em dezembro de 1859, o Grão-ducado oficialmente deixou de existir e foi unido aos ducados de Módena e Parma para formar as Províncias Unidas da Itália Central, que foram anexadas pelo Reino da Sardenha poucos meses depois, em março de 1860.

## Grão-Príncipes da Toscana
Grão-Príncipe da Toscana era o título usado pelo herdeiro do trono do Grão-ducado da Toscana.

## Bandeiras

Bandeira do Grão-ducado da Toscana (1562-1737)
Pavilhão naval (1737-1749)
Insígnia Civil (1815-1840)
Bandeira do Estado com as "pequenas armas" (1840-1848, 1849-1860)
Bandeira do Estado com as "grandes armas" (1840-1848, 1849-1860)
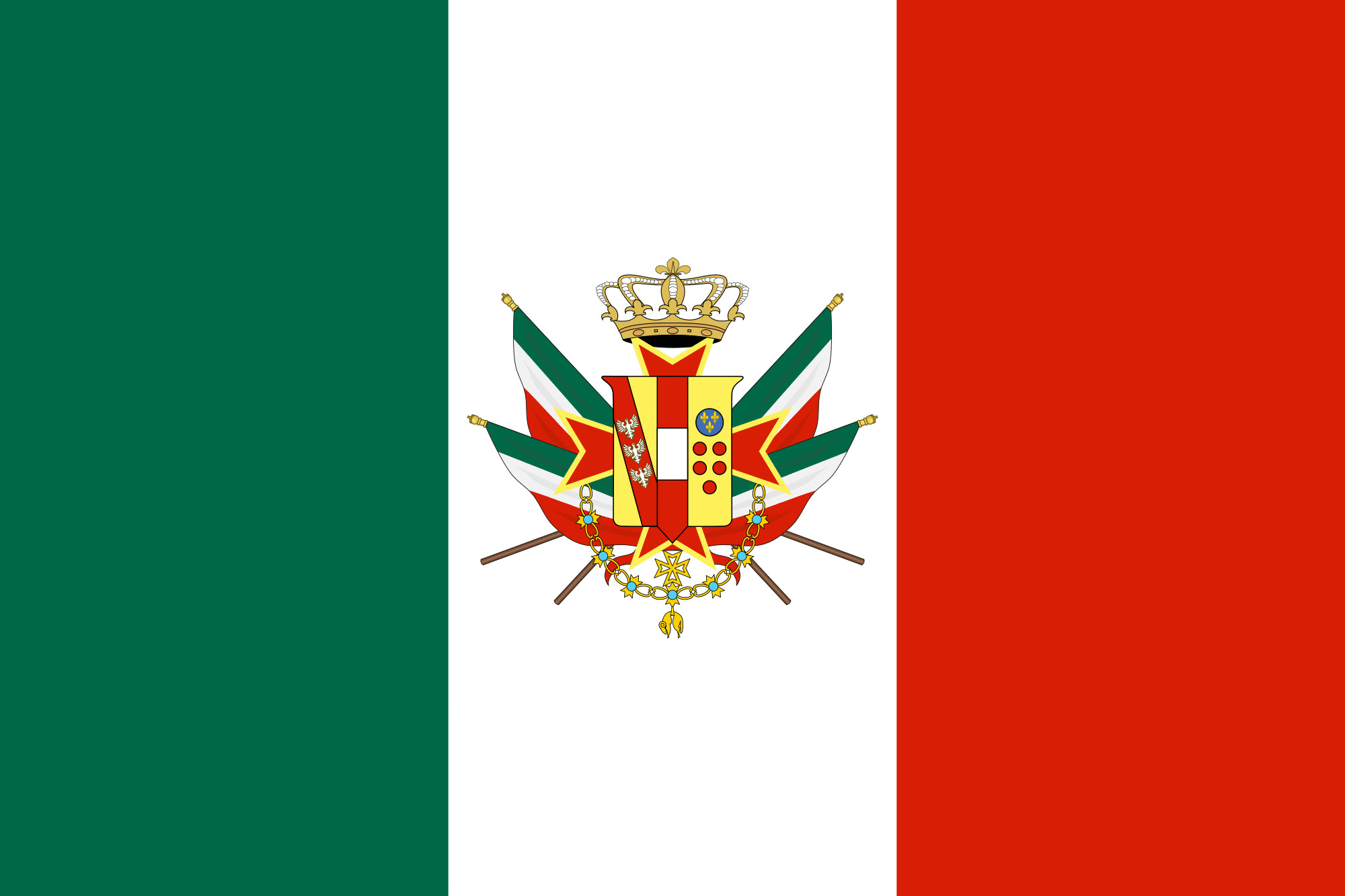
Bandeira do Grão-ducado da Toscana (1848-1849)